# البؤساء (فلم 1935)
البؤساء (بالإنجليزية: Les Misérables) هو فيلم دراما تم إنتاجه في الولايات المتحدة وصدر في سنة 1935. من بطولة فريدريك مارج وتشارلز لوتون استنادًا إلى رواية فكتور هوغو عام 1862 التي تحمل الاسم نفسه. تم تكييف الفيلم من قبل ليبسكومب وإخراج ريتشارد بوليسلافسكي. كان هذا هو آخر فيلم لـ (Twentieth Century Pictures) قبل أن يندمج مع (Fox Film Corporation) لتشكيل توينتيث سينشوري فوكس. حبكة الفيلم تتبع بشكل أساسي رواية فكتور هوغو، ولكن هناك العديد من الاختلافات.
تم ترشيح الفيلم لجائزة الأوسكار لأفضل فيلم، وجائزة الأوسكار لأفضل مخرج مساعد، وجائزة الأوسكار لأفضل تصوير سينمائي، وجائزة الأوسكار لأفضل مونتاج. اختار المجلس الوطني للمراجعة الفيلم سادس أفضل فيلم لعام 1935.

## طاقم التمثيل
- فريدريك مارج في دور جان فالجان/ شامبماثيو
- تشارلز لوتون في دور المفتش جافير
- سيدريك هاردويك في دور الأسقف ميريل
- روشيل هدسون في دور كوزيت
- مارلين نولدن في دور كوزيت الصغيرة
- فلورنس إلدريدج في دور فانتين
- جون بيل في دور ماريوس بونتمرسي
- فرانسيس دريك في دور إبونين
- فرديناند جوتشالك وجين كير في دور التيناردييه
- فيرنون داونينج في دور بريساك
- ليونيد كينسكي في دورجينفلو
- إيان ماكلارين في دور رئيس بستاني
- جون كارادين في دور آنجولراس
- هايني كونكلين
- هاري كوردينج
- أولاف هيتن

## ترشيحات وجوائز
| السنة | الحدث  | الفئة     | النتيجة |
| ----- | ------ | --------- | ------- |
| 1935  | أوسكار | أفضل فيلم | ترشـيـح |

## وصلات خارجية
- مقالات تستعمل روابط فنية بلا صلة مع ويكي بيانات